# Ben Ariel Aukwai
Ben Ariel Aukwai (* 23. Januar 1986) ist ein salomonischer Fußballschiedsrichter. Seit 2022 wird er als FIFA-Schiedsrichter geführt.

## Karriere
Der am 23. Januar 1986 geborene Ben Ariel Aukwai begann seine Laufbahn als Fußballschiedsrichter im Jahr 2013. Aukwai, der aus der Provinz Malaita kommt, leitete anfangs Spiele auf nationaler und bereits nach wenigen Jahren auch auf internationaler Ebene. Nachdem er aufgrund seiner guten Leistungen in den Spieljahren 2020 und 2021 in der Telekom S-League besonders hervorgetreten war und in beiden Jahren auch zum „Schiedsrichter des Jahres auf den Salomonen“ gewählt worden war, wurde er von der Solomon Islands Football Federation (SIFF) als möglicher Kandidat für die Position eines FIFA-Schiedsrichters nominiert. Die FIFA-Schiedsrichterkommission (FIFA Referee Committee) ließ Aukwai in weiterer Folge ab dem Kalenderjahr 2022 als einzigen FIFA-Schiedsrichter seines Heimatlandes zu. Dabei löste er den bisherigen FIFA-Schiedsrichter von den Salomonen George Time ab; dieser war seit 2010 als FIFA-Schiedsrichter tätig gewesen. Als seinen Mentor bezeichnet Aukwai den salomonischen Schiedsrichter und Funktionär Gerald Oiaka, der ihn seit dem Anbeginn seiner Karriere unterstützt hatte.
Auf internationaler Ebene leitete Aukwai bereits Spiele bei der U-16-Ozeanienmeisterschaft der Frauen 2017, der OFC Champions League 2018, der Qualifikation zur U-19-Ozeanienmeisterschaft 2018, der Qualifikation zur U-16-Ozeanienmeisterschaft 2018, der Ozeanienmeisterschaft der Frauen 2018, der OFC Champions League 2019, dem OFC Youth Development Tournament 2019, der OFC Champions League 2022, der U-19-Ozeanienmeisterschaft 2022, der U-17-Ozeanienmeisterschaft 2023 und der OFC Champions League 2023.
Am 30. Juni 2024 leitete Aukwai das Finale der Fußball-Ozeanienmeisterschaft 2024 zwischen Neuseeland und Vanuatu (3:0).
Im November 2024 war Aukwai einer von 20 Nominierten für die Auszeichnung „Welt-Schiedsrichter“ von der International Federation of Football History & Statistics.